# Standbeeld

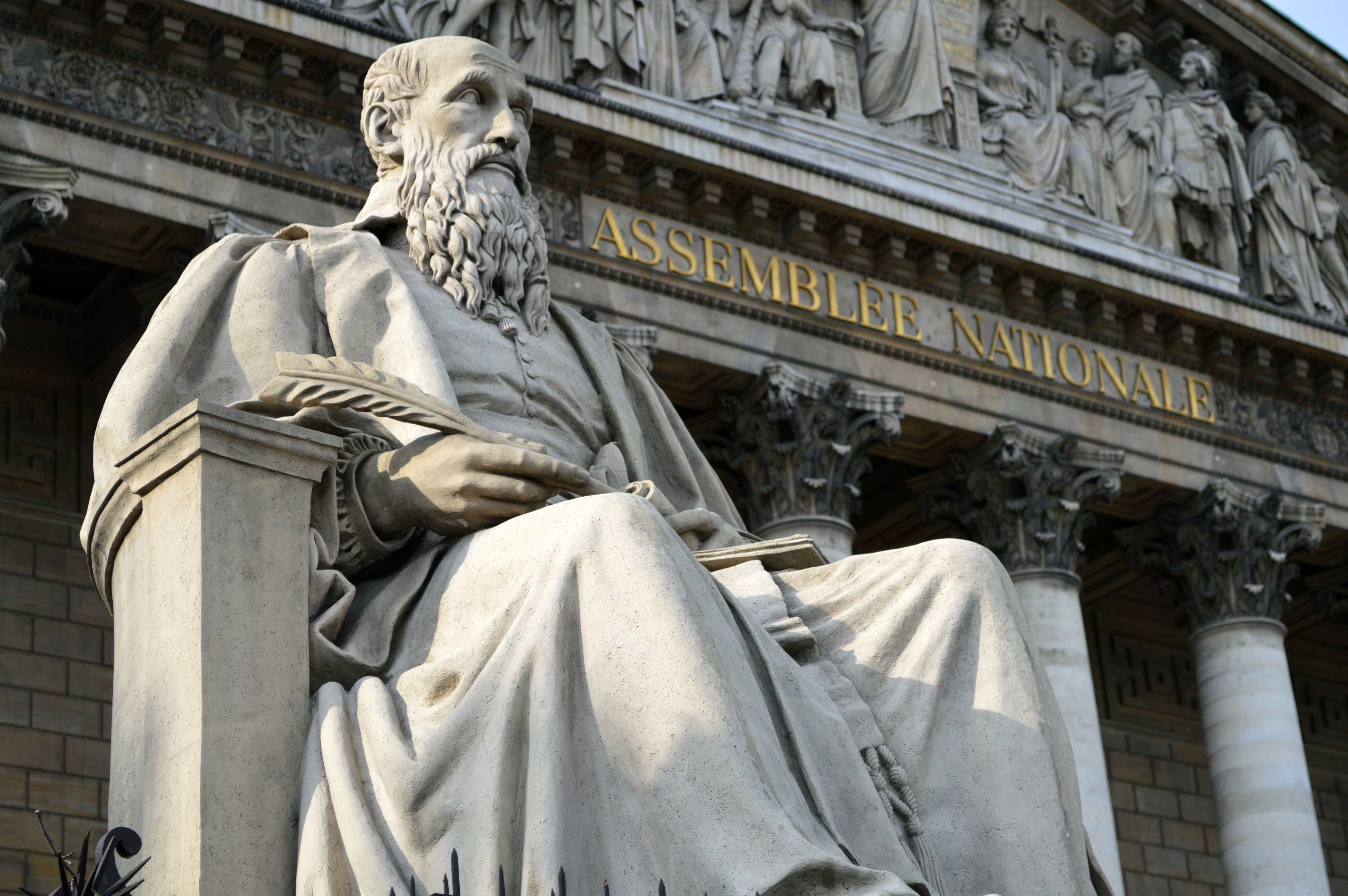
Beeld van Michel de l'Hospital voor het Palais Bourbon in Parijs

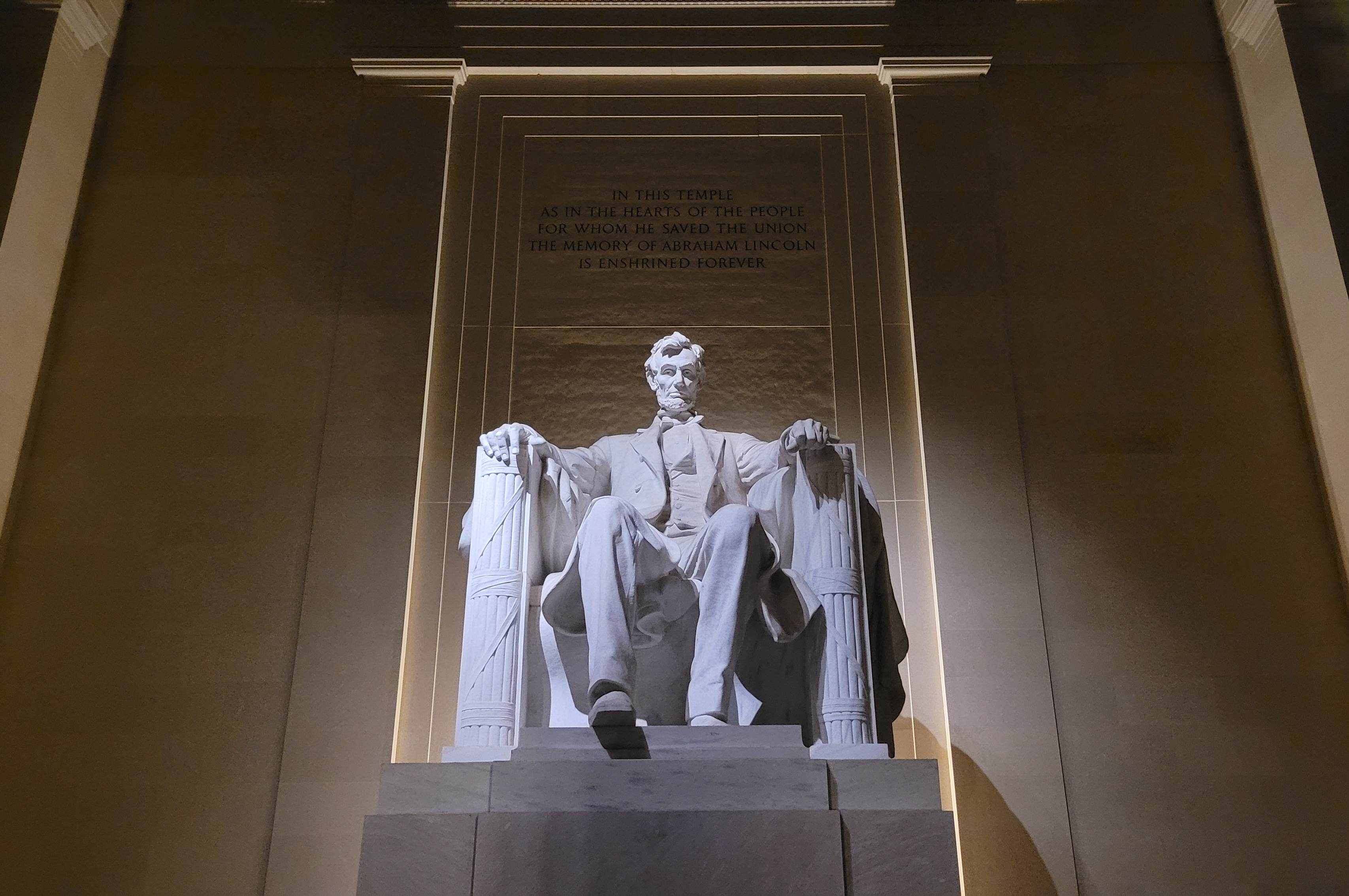
Beeld van Abraham Lincoln in het Lincoln Memorial te Washington

Een standbeeld is een (veelal monumentaal) beeldhouwwerk van een of meer mensen of andere wezens dat ter ere of ter nagedachtenis van iemand of iets in het openbaar is neergezet, vaak op een voetstuk of sokkel. Een standbeeld kan van natuursteen, brons, hout of een ander materiaal zijn gemaakt. Vaak worden historische of belangrijke figuren in een standbeeld vereeuwigd. Ook fictieve personen of wezens, bijvoorbeeld personen uit een verhaal of een kinderliedje, en belangrijke gebeurtenissen, vaak met mensen erin, worden in een beeld gevangen om te blijven voortleven. Standbeelden kunnen in de openbare ruimte staan, maar ook in een museum dat gespecialiseerd is in beeldhouwkunst, of op een aparte afdeling van een kunstmuseum.
Een standbeeld kan groter of kleiner zijn dan de afgebeelde persoon. Is het standbeeld (ongeveer) even groot, dan noemt men dat levensgroot. Bij een standbeeld is de persoon in principe 'ten voeten uit' verbeeld, dat wil zeggen van top tot teen, ook al heeft de persoon een zittende positie op een paard of op een stoel. Een buste is geen standbeeld. Een stenen beeld van een rechtopstaande persoon is technisch lastig te realiseren; de benen kunnen het gewicht van het lichaam niet dragen. Bijna altijd staat de afgebeelde daarom tegen een muurtje of boomstronk.

## Standbeelden in Nederland

### Historische personen
- Anne Frank in Utrecht

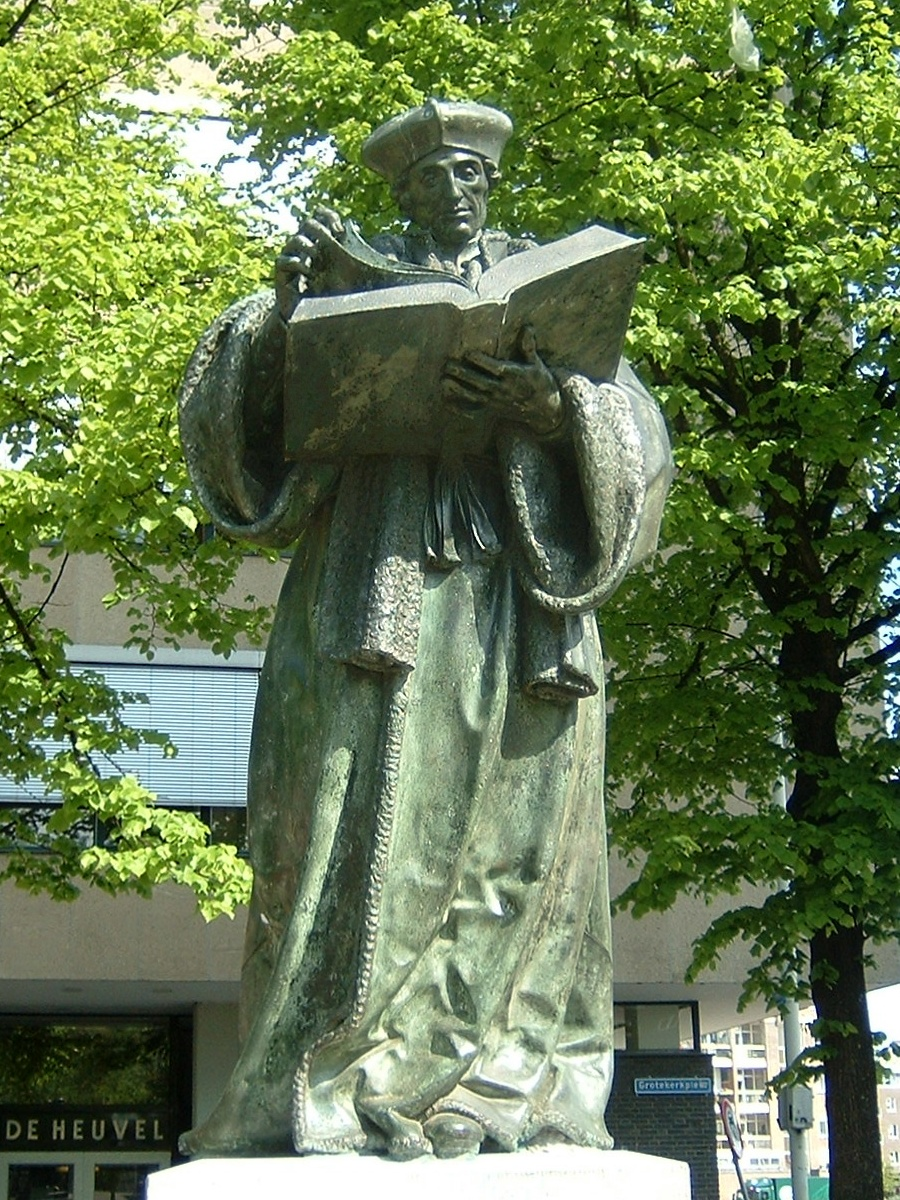
Desiderius Erasmus door Hendrick de Keyser, voor zover bekend het oudste bronzen standbeeld van Nederland

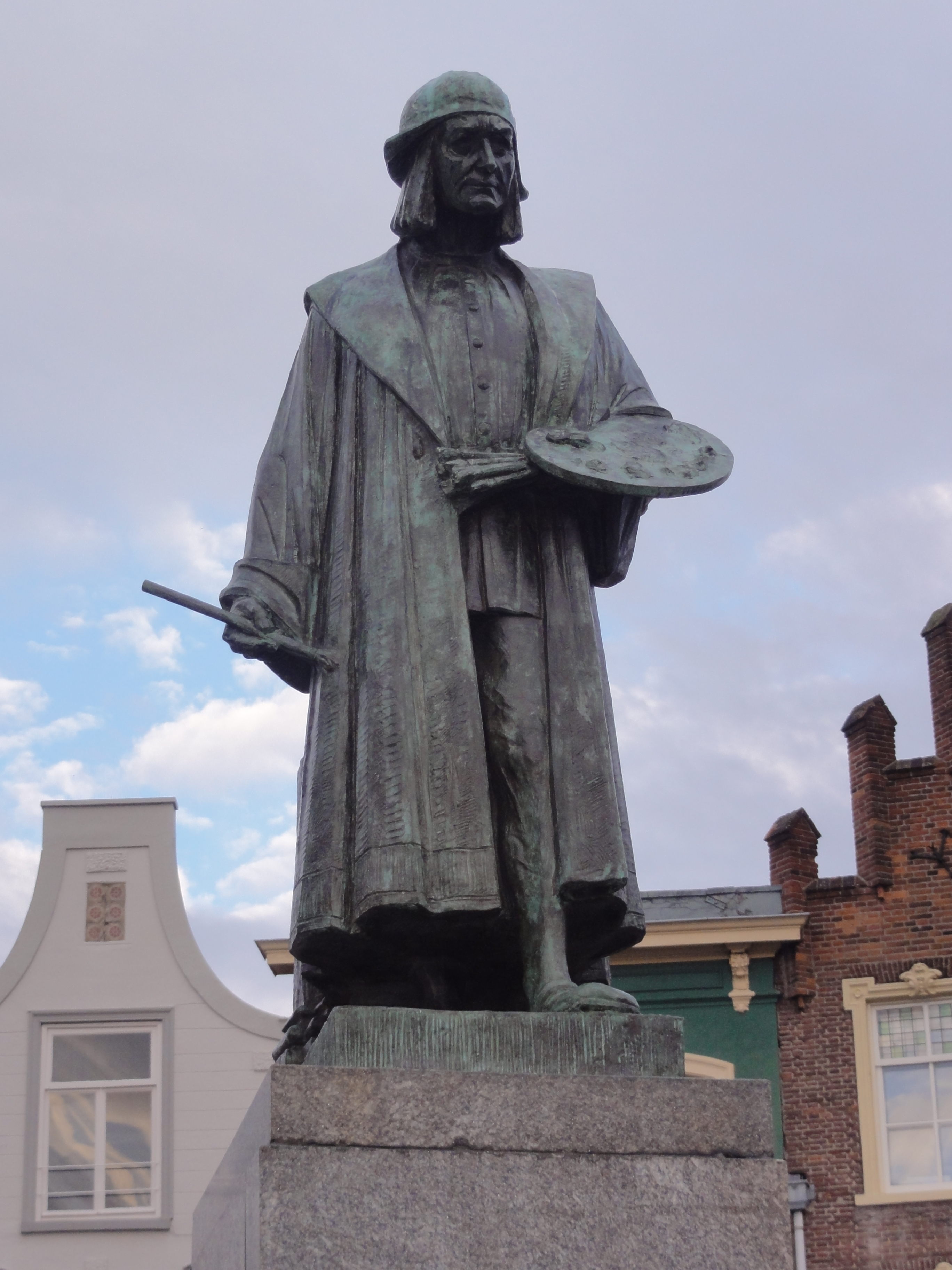
Schilder Jeroen Bosch in 's-Hertogenbosch

- Charles de Batz de Castelmore in Maastricht
- Cornelis Lely in Lelystad
- Desiderius Erasmus in Rotterdam
- Frits Philips in Eindhoven
- Hertog Jan II in Nuenen
- Hertog Karel van Gelre in Arnhem
- Grutte Pier in Kimswerd
- Hugo de Groot in Delft
- Jan Pieterszoon Coen in Hoorn
- Jeroen Bosch op de Markt in 's-Hertogenbosch
- Johan de Witt en Cornelis de Witt in Dordrecht
- Laurens Janszoon Coster in Haarlem
- Michiel de Ruyter in Vlissingen
- Petrus Donders in Tilburg
- Sint Nicolaas patroonheilige van Valkenswaard en Amsterdam
- Stadhouder Willem III in Breda
- Willem Kolff in Kampen

### Historische gebeurtenissen
- De verwoeste stad in Rotterdam
- De Dokwerker in Amsterdam
- D'r Joep in Kerkrade
- Geuzenmonument in Vlaardingen
- Graaf Adolfmonument in Heiligerlee
- Provinciaal gedenkteken in Assen
- Radiomonument in Eindhoven
- Mens tegen macht in Arnhem
- Nationaal Monument op de Dam in Amsterdam
- Watersnoodmonument in Kruiningen
- Us Mem in Leeuwarden
- Monument der verloren kinderen in Vught
- Spoorwegmonument in Nijmegen

### Fictieve personen
- Bartje in Assen
- Berend Botje in Zuidlaren
- D'n Bleyk in Terheijden (gemeente)
- De Anoniemen in Oosterhout
- Dieske in 's-Hertogenbosch
- Flipje in Tiel
- Glazen Engel in Zwolle
- Kruikezeiker in Tilburg
- Kabouterkoning Kyrië in Hoogeloon
- Meester Schoenmaker in Kaatsheuvel
- Peerd van Ome Loeks in Groningen
- Het Vrouwtje van Stavoren in Stavoren

## Standbeelden in België

### Bronzen beelden
- 1619: Manneken Pis van Brussel, door Hiëronymus Duquesnoy de Oudere
- 1840: Rubens, door Willem Geefs en gegoten door J.G. Buckens.[1]
- 1872: Lamoraal van Egmont door Jan-Robert Calloigne
- 1863: Jacob van Artevelde, door Pieter De Vigne
- 1866: Ambiorix, door Jules Bertin
- 1871: Gerard Mercator door Jan Frans Van Havermaet
- 1887: Brabo door Jef Lambeaux.
- Jan van Eyck door Hendrik Pickery
- Jan-Frans Van de Velde door Aloïs De Beule

### Natuursteen
- Frans Anneessens in witte marmer door Thomas Vinçotte
- Hub van Doorne en zijn vrouw Rie in Deurne
- Hans Memling op de Woensdagmarkt (Hans Memlingplein) in Brugge
- Graaf Egmont in Zottegem
- de botanicus Peeter van Coudenberghe in Antwerpen
- de uitvinder Simon Stevin in Brugge
- de "Grote Geus" Hendrik van Brederode in Brussel
- de schilder David Teniers (II) in Antwerpen
- de bouwmeester Cornelis Floris de Vriendt in Antwerpen
- de schrijver Filips van Marnix van Sint-Aldegonde in Brussel
- de botanicus Rembert Dodoens in Brussel
- de schilder Jacob Jordaens in Antwerpen

## In andere landen
- De kleine zeemeermin in Kopenhagen
- Perseus met het hoofd van Medusa van Benvenuto Cellini in de Loggia dei Lanzi in Florence
- Vigelandpark in Oslo
- de Griekse god Anteros, de god van de wederliefde, in Londen
- de admiraal Horatio Nelson op zijn zuil in Londen
- Vrijheidsbeeld in New York
- Beeld van Zeus te Olympia
- Kolossus van Rodos

## Beeldengroep
Er zijn ook beeldengroepen zoals:
- Laocoöngroep
- Drie Gapers
- Nationaal monument slavernijverleden